# Matricaria brachyglossa
Matricaria brachyglossa là một loài thực vật có hoa trong họ Cúc. Loài này được Benth. & Hook.f. mô tả khoa học đầu tiên.